# Drømme støjer ikke når de dør
Drømme støjer ikke når de dør er en dansk film fra 1979, skrevet og instrueret af Christian Braad Thomsen.

## Medvirkende
- Jon Bang Carlsen
- Kai Holm
- Asta Esper Andersen
- Karl Stegger
- John Larsen
- Max Hansen Jr.